# 魯本·平托
魯本·平托（葡萄牙語：Rúben Pinto；1992年4月24日—）是一位葡萄牙足球運動員。在場上的位置是中場。他現在效力於索菲亚中央陆军。他也代表葡萄牙U21國家足球隊參賽。